# Zwem- en Waterpolovereniging Raket Delft
Raket was een zwem- en waterpolovereniging opgericht in Delft in 1933. Deze sportvereniging is gefuseerd met een andere Delftse Zwem- en Waterpolovereniging, genaamd DZV. De fusie club heet d'Elft.
De vereniging had een zwemsportafdeling die is uitgekomen op het hoogste landelijke clubcompetitieniveau en heeft een grote groep van (wedstrijdzwem-) internationals en jeugdinternationals voortgebracht, onder andere Olympisch deelnemer Jolande van der Meer. Naast het wedstrijdzwemmen was er ook een waterpolo-afdeling met jeugd- en dames en herenteams. Er was veel uitwisseling van sporters tussen deze afdelingen, waarbij veel talenten afkomstig waren uit het leszwemmen. 

## Geschiedenis
Raket is opgericht in 1933. In 2002 is het gefuseerd met stadgenoot DZV en opgegaan in d'Elft. 
Na het openen van het zwembad Kerkpolder was dat de basis van deze club door middel van een eigen kantine, waarbij het leszwemmen ook nog jaren plaatsvond in het Delftse Sportfondsenbad en in het Instructiebad aan de Clara van Sparwoudestraat in Delft.

## Waterpolo
Raket kwam bij de heren uit in de districtscompetitie. De vereniging had maximaal 5 (6) herenteams en 2 (3) damesteams, met daarnaast een aantal jeugdteams. 

## Bekende (ex-)leden
- Maritzka van der Linden
- Dries Peute, hoofdtrainer Raket, eerste bondstrainer van KNZB, trainer dames 100m vrije slag wereldrecord 1956.

Erelijst
- Jolande van der Meer
Deelname Olympische Spelen 1984/Los Angeles: Zesde plaats 800 meter vrij, deelname 4x200 estafette.
Deelname Wereldkampioenschappen: 1982 Guayaquil, 1986 Madrid
Deelname Europese Kampioenschappen: 1981 Split, 1983 Rome, 1985 Sofia